# Экранизации произведений Курта Воннегута
В этом списке перечислены экранизации произведений Курта Воннегута.
- В 1950-х годах Воннегут писал сюжеты для комиксов «Склеп ужасов». Комикс был экранизирован в сериале «Байки из склепа».
- 1971 — «С днём рождения, Ванда Джун»[англ.] — художественный фильм по одноимённой пьесе, реж. Марк Робсон.
- 1972 — «Бойня номер пять» — художественный фильм по роману «Бойня номер пять, или Крестовый поход детей», реж. Джордж Рой Хилл.
- 1982 — «Фарс другого рода»[англ.] — художественный фильм по роману «Фарс, или Долой одиночество» (или «Балаган, или Конец одиночеству!»), реж. Стивен Пол[англ.].
- 1982 — «А кто я на этот раз?» — художественный фильм по одноимённому рассказу, реж. Джонатан Демми.
- 1985 — «Перемещённое лицо»[англ.] — телефильм по рассказу из сборника «Добро пожаловать в обезьянник», реж. Алан Бриджес.
- 1987 — «Долгая прогулка в вечность»[англ.] (или «Долгая прогулка — навсегда») — короткометражный фильм, реж. Джон А. Галлахер.
- 1995 — «Харрисон Бержерон» — телефильм по одноимённому рассказу, реж. Брюс Питтман[фр.].
- 1996 — «Мать Тьма»[англ.], реж. Кит Гордон. (В этом фильме в эпизодической роли прохожего на улице снялся сам Курт Воннегут.)
- 1999 — «Завтрак для чемпионов» — художественный фильм по одноимённому роману, реж. Алан Рудолф.
- 2009 — «2081» — художественный фильм по рассказу «Гаррисон Бержерон», реж. Чандлер Таттл.
- 2009 — «Долгая прогулка навсегда» — короткометражный фильм по одноимённому рассказу, реж. Наталья Беляева.
- 2010 — «Долгая прогулка — навсегда» (Украина) — короткометражный фильм по одноимённому рассказу, реж. Максим Буйницкий.
- 2017 — Колыбель для кошки (фильм) — англ. Cat's Cradle[1].